# Afonso al III-lea al Portugaliei

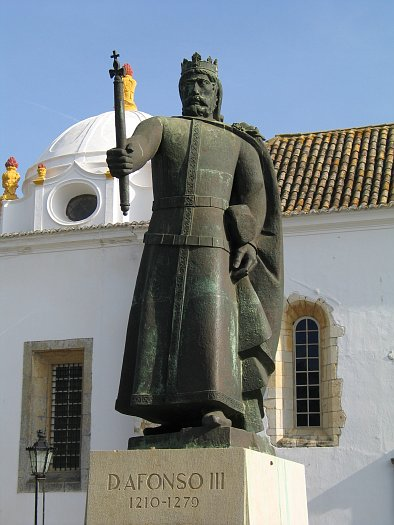
Statuia lui Afonso al III-lea în orașul Faro, Algarve

Afonso al III-lea (în latină Alphonsus; n. 5 mai 1210, Coimbra, Districtul Coimbra, Portugalia – d. 16 februarie 1279, Lisabona, Portugalia), supranumit Bolognezul (în portugheză o Bolonhês), a fost al cincilea rege al Portugaliei și primul care a folosit titlul de Rege de Portugalia și de Algarve, din 1249. A fost al doilea fiu al lui Afonso al II-lea al Portugaliei, și a Urracăi, prințesa Castiliei; a urmat la tron fratelui său Sancho al II-lea al Portugaliei, pe 4 ianuarie 1248.

## Biografie

### Al doilea fiu al lui Afonso al II-lea
Ca al doilea fiu al lui Afonso al II-lea, nu era de așteptat ca el să moștenească tronul, ci se credea că acesta îi va reveni fratelui său mai mare, Sancho. A trăit mare parte a vieții în Franța, unde s-a căsătorit cu Matilda, moștenitoarea Boulognei, în 1238, devenind astfel Conte de Boulogne. În 1246 conflictele dintre fratele său, regele și Biserica, deveniseră insuportabile. Papa Inocențiu al IV-lea a ordonat ca Sancho al II-lea să fie înlăturat de pe tron, și înlocuit cu Contele de Boulogne. Afonso nu a refuzat ordinul papal și a plecat spre Portugalia. Din moment ce Sancho nu era un rege popular, nu a fost greu să îndeplinească ordinul; Sancho a fost exilat în Castilia, și Afonso al III-lea a devenit rege în 1248, după moartea fratelui său. Pentru a urca pe tron, a abdicat din postura de Conte de Boulogne, iar în 1253 a divorțat de Matilda.

### Atenția acordată clasei de mijloc
Determinat să nu comită aceleași erori ca și fratele său, Afonso al III-lea a acordat mare atenție opiniei clasei de mijloc, formată din negustori și mici proprietari de pământ. În 1254, în orașul Leiria, a avut loc prima sesiune a Cortes, o adunare generală formată din reprezentanți ai nobilimii, ai clasei mijlocii, și a tuturor municipalităților. A emis de asemenea legi care aveau drept scop protejarea claselor neprivilegiate de abuzurile claselor înalte. Rămas în istorie ca un administrator remarcabil, Afonso al III-lea a fondat mai multe orașe, a acordat statutul de oraș multor altora, și a reorganizat administrația publică. 
După ce și-a asigurat tronul, Afonso al III-lea a declarat război comunităților musulmane care prosperau în sud. Algarve a început să facă parte din Regatul Portugaliei în timpul domniei sale, în urma cuceririi orașului Faro; Portugalia a devenit astfel primul regat iberic care și-a încheiat Reconquista. 

### Frontiere
În urma succeselor sale împotriva maurilor, Afonso al III-lea a trebuit să se confrunte cu o problemă politică care rezulta din frontierele cu Castilia. Regatul vecin considera că teritoriile recent încorporate (Algarve) ar trebui să fie castiliene, fapt ce a inițiat o serie de războaie. În cele din urmă, în 1267, un tratat a fost semnat în Badajoz, stabilind că frontiera sudică între Castilia și Portugalia ar trebui să fie râul Guadiana, așa cum este și astăzi. 